# Języki zachodnionowogwinejskie
Języki zachodnionowogwinejskie – grupa spokrewnionych języków austronezyjskich skoncentrowanych w regionie zatoki Cenderawasih na wschodzie Indonezji. Wraz z językami południowohalmaherskimi tworzą grupę języków halmahersko-zachodnionowogwinejskich.
Według serwisu Ethnologue ich podział wewnętrzny przedstawia się w następujący sposób :
- języki półwyspu Bomberai (2)
  - bedoanas [bed]
  - erokwanas [erw]
- języki zatoki Cenderawasih (32)
  - języki biackie (3)
    - biak [bhw]
    - dusner [dsn]
    - meoswar [mvx]

  - języki iresim (1)
    - yeresiam (iresim) [ire]

  - języki mor (1)
    - mor [mhz]

  - języki Raja Ampat (10)
  - języki tandia (1)
    - tandia [tni]

  - języki waropen (1)
    - waropen [wrp]

  - języki yapen (13)
  - języki yaur (1)
    - yaur [jau]

  - języki yeretuar (1)
    - yeretuar [gop]

Pozycja języków bedoanas i erokwanas jest niejasna ze względu na brak dostatecznych danych. Niewykluczone, że należą do grupy centralnej, podobnie jak pobliskie języki sekar, onin i uruangnirin. D. Kamholz (2014) łączy języki Raja Ampat z językami południowohalmaherskimi, lecz rozbija je na kilka mniejszych grup.